# Žabren
Žabren (cyr. Жабрен) – wieś w Serbii, w okręgu zlatiborskim, w gminie Sjenica. W 2011 roku liczyła 211 mieszkańców.